# Экспериментальная психология (журнал)
Эксперимента́льная психоло́гия — научный журнал, публикующий результаты экспериментальных психологических исследований, работы по теории и методологии психологического эксперимента, информацию о программном и аппаратном обеспечении эксперимента, о значимых событиях в мире экспериментальной психологии.
Включен в Список научных журналов ВАК Минобрнауки России с 2010 года.

## Содержание журнала
Журнал призван решать следующие задачи:
- пропагандировать возможности экспериментального метода в психологии и содействовать его развитию в России;
- оперативно информировать психологов о новых технологиях, инструментах и результатах экспериментальных исследований в РФ и за рубежом;
- отражать тенденции и условия развития экспериментальных исследований в общей, дифференциальной и прикладной психологии;
- конкретизировать связи экспериментального метода с психологической теорией и практикой;
- консолидировать усилия специалистов, использующих экспериментальный метод исследования.

## Основные рубрики журнала
- Психофизиология
- Психофизика
- Когнитивная психология
- Психология восприятия
- Психосемантика
- Психолингвистика
- Психология состояний
- Социальная психология
- Методы исследований
- Математические модели
- Психоакустика
- Психогенетика
- Экопсихология
- Психология личности
- Инженерная психология
- Психология развития
- Методы моделирования
- Аппаратура
- Научная жизнь
- Новые книги

## Редакционная коллегия
Главный редактор:
- Барабанщиков В. А. — доктор психологических наук, профессор, член-корреспондент РАО, директор Центра экспериментальной психологии МГППУ, заведующий лабораторией Института психологии РАН.

Заместители главного редактора:
- Харитонов А. Н. — кандидат психологических наук, старший научный сотрудник Центра экспериментальной психологии МГППУ.
- Носуленко В. Н. — доктор психологических наук, главный научный сотрудник Центра экспериментальной психологии МГППУ и Института психологии РАН.

Редакционная коллегия:
- Александров И. О. — доктор психологических наук, заместитель заведующего кафедрой МГППУ, ведущий научный сотрудник Института психологии РАН.
- Александров Ю. И. — доктор психологических наук, профессор, член-корреспондент РАО, заведующий лабораторией Института психологии РАН.
- Забродин Ю. М. — доктор психологических наук, профессор, проректор по научной работе МГППУ.
- Кабардов М. К. — доктор психологических наук, заместитель директора Психологического института РАО, заведующий кафедрой МГППУ.
- Карпов А. В.— доктор психологических наук, профессор, член-корреспондент РАО, декан факультета психологии ЯрГУ им. П. Г. Демидова.
- Куравский Л. С. — доктор технических наук, профессор, декан факультета информационных технологий МГППУ.
- Митина О. В. — кандидат психологических наук, доцент факультета психологии МГУ им. М. В. Ломоносова.
- Моросанова В. И. — доктор психологических наук, профессор, член-корреспондент РАО, заместитель заведующего кафедрой МГППУ, заведующая лабораторией Психологического института РАО.
- Обознов А. А. — доктор психологических наук, профессор, заведующий лабораторией Института психологии РАН.
- Панов В. И. — доктор психологических наук, профессор, член-корреспондент РАО, заведующий лабораторией Психологического института РАО.
- Петренко В. Ф. — доктор психологических наук, профессор, член-корреспондент РАН, профессор факультета психологии МГУ им. М. В. Ломоносова.
- Прохоров А. О. — доктор психологических наук, профессор, зав. кафедрой общей психологии Казанского государственного университета им. В. И. Ульянова-Ленина.
- Савченко Т. Н. — кандидат психологических наук, доцент, заведующая лабораторией Института психологии РАН, ректор Высшей школы психологии (Москва).
- Стеценко А. П. — полный профессор, заведующий кафедрой Нью-Йоркского городского университета, Нью-Йорк, США.
- Строганова Т. А. — доктор биологических наук, профессор, заведующая кафедрой возрастной психофизиологии МГППУ.
- Ушаков Д. В. — доктор психологических наук, профессор, член-корреспондент РАН, заведующий лабораторией Института психологии РАН.
- Шелепин Ю. Е. — доктор биологических наук, профессор, заведующий лабораторией Института физиологии им. И. П. Павлова РАН, Санкт-Петербург.

Ответственный секретарь:
- Ананьева К. И. — научный сотрудник Центра экспериментальной психологии МГППУ.

## Редакционный совет
- Рубцов В. В. — доктор психологических наук, профессор, действительный член РАО, директор ПИ РАО, ректор МГППУ, председатель редакционного совета.
- Марголис А. А. — кандидат психологических наук, профессор, первый проректор МГППУ, заместитель председателя редакционного совета.
- Безруких М. М. — доктор биологических наук, профессор, действительный член РАО, директор Института возрастной физиологии РОА.
- Величковский Б. М. — доктор психологических наук, профессор, член-корреспондент РАН, директор Института психологии Технологического университета (Дрезден, ФРГ), директор Института когнитивных исследований (Москва).
- Григоренко Е. Л. — кандидат психологических наук, ведущий научный сотрудник Центра ребёнка и факультета психологии Йельского университета, США, доцент факультета психологии МГУ им. М. В. Ломоносова.
- Журавлев А. Л. — доктор психологических наук, профессор, академик РАН и РАО, научный руководитель ИП РАН.
- Зинченко Ю. П. — доктор психологических наук, профессор, действительный член РАО, декан факультета психологии МГУ им. М. В. Ломоносова.
- Лалу С. — доктор социологии, профессор, Институт социальной психологии, Лондонская школа экономики и политических наук, Лондон, Великобритания.
- Марютина Т. Н. — доктор психологических наук, профессор МГППУ, заведующая кафедрой Российского государственного гуманитарного университета.
- Паризе Е. — Профессор Национального Института прикладных исследований, Леон, Франция.
- Рабардель П. — Профессор Университета Париж-8, Франция, руководитель лаборатории «Параграф».
- Собкин В. С. — доктор психологических наук, профессор, действительный член РАО, директор Центра социологии образования РАО.
- Френсис Д. — профессор, директор Института измерений (Хьюстон, США).
- Шадриков В. Д. — доктор психологических наук, профессор, действительный член РАО, директор Института содержания образования ИРО ВШЭ, научный руководитель факультета психологии ВШЭ.

## Подписка на журнал
1. Подписка на печатную версию журнала для России, СНГ и Балтии: http://psyjournals.ru/info/subscribe_print.shtml (недоступная+ссылка)
2. Подписка на электронный архив и текущие выпуски журнала: http://psyjournals.ru/info/subscribe.shtml (недоступная+ссылка)